# Swammerdamella adercotris
Swammerdamella adercotris är en tvåvingeart som beskrevs av Cook 1972. Swammerdamella adercotris ingår i släktet Swammerdamella och familjen dyngmyggor. Inga underarter finns listade i Catalogue of Life.